# Hóbortos hétvége
A Hóbortos hétvége (eredeti cím: Weekend at Bernie's) 1989-ben bemutatott amerikai fekete komédia, melyet Robert Klane forgatókönyvéből Ted Kotcheff rendezett. A főbb szerepekben Andrew McCarthy és Jonathan Silverman látható. A történet főhőse két fiatal alkalmazott egy biztosítási cégnél, akik felfedezik, hogy főnökük, Bernie meghalt. Miközben megpróbálják eljátszani mások előtt, hogy a férfi még mindig életben van, rájönnek, hogy Bernie őket akarta megöletni, hogy ezzel leplezze a sikkasztásos üzelmeit. 
Az Amerikai Egyesült Államokban 1989. július 5-én debütált film üzleti és kritikai siker lett, melynek köszönhetően 1993-ban elkészült a folytatása is, Hóbortos hétvége 2. címmel.

## Cselekmény
|  | Alább a cselekmény részletei következnek! |

Larry Wilson és Richard Parker két fiatal alkalmazott egy New York-i biztosítási cégnél. Miközben a kimutatásokat vizsgálják, Richard felfedezi, hogy ugyanarra a halálesetre többször is kifizetést eszközölt a biztosító. Richard és Larry elmennek a felfedezéssel a főnökhöz, Bernie-hez, aki megdicséri őket, amiért felfedeztek egy biztosítási csalást, ezután meginvitálja őket a munka ünnepe miatti hosszú hétvégére a tengerparti Long Island-i házába. Amit egyikük sem sejt, hogy a pénzügyi manőverek mögött Bernie áll, aki fel is keresi cinkostársát, Vitót, azzal, hogy a két férfit meg kell ölni. Vito úgy tesz, mintha segítene neki, de amikor Bernie távozik a vacsoraasztaltól, rögvest kiadja az utasítást Paulinek, a bérgyilkosának, hogy Bernie-t kell likvidálni. Bernie az utóbbi időben őt is megrövidítette, de ő azt hiszi Vito erről nem tud. Ráadásul Tinának, Vito barátnőjének viszonya van Bernie-vel, ami már végképp sok a gengszterfőnöknek.
Bernie előbb érkezik a házba, ahol megbeszéli a gyilkosság részleteit Paulie-val, a bérgyilkossal telefonon - nem is sejtve, hogy az üzenetrögzítő a teljes beszélgetésüket rögzíti. Ezután megfelelően előkészít egy kis pénzt és búcsúlevelet, hogy minden úgy tűnjön, Larry és Richard álltak a csalás mögött. Paulie megérkezik, aki viszont heroin-túladagolással megöli Bernie-t. Amikor Larry és Richard megérkeznek, teljesen ledöbbennek, de nincs idejük arra, hogy felhívják a rendőrséget, ugyanis megérkeznek a bulivendégek, akik minden hétvégén itt partiznak Bernie-vel. Meglepetésükre a vendégeknek nem tűnik fel semmi, köszönhetően Bernie grimaszba torzult arcának és a napszemüvegének. Félvén attól, mi lesz, ha kiderül az eset, de a luxuskörülményektől megszédülve Larry azt javasolja, hogy játsszák el egész hétvégén, hogy Bernie életben van. Richard ezt abszurdnak találja, de belemegy, amikor megérkezik Gwen az irodából, akibe titokban szerelmes.
Aznap este váratlanul beállít Tina és azt akarja, hogy vigyék őt Bernie-hez. Még ő sem veszi észre, hogy halott, meglátja viszont őket Marty, Vito egyik verőembere, aki azt feltételezi, hogy szeretkeznek. Mivel úgy tűnik, hogy a merénylet sikertelen maradt, értesíti Vitót. Másnap Larry kitalálja, hogyan tudja mozgatni Bernie végtagjait, hogy még életszerűbbnek tűnjön. Richard hívni akarja a rendőrséget, de ekkor véletlenül lejátssza az üzenetrögzítőt, amiből kiderül számára, hogy a főnökük meg akarta öletni őket. Tévedésből azt hiszik, hogy még mindig ők a célpontok, ezért Bernie-t használják fel, hogy a jelenléte megvédje őket. Számos módon próbálják meg elhagyni a szigetet, sikertelenül. Végül kénytelenek visszatérni a házba, ahová Paulie is tart, hogy ezúttal biztosra menve gyilkoljon.
A házban Larry és Richard kénytelenek bevallani Gwennek az igazat. Paulie váratlanul megérkezik és tüzet nyit rájuk. Menekülni kényszerülnek, ám Larry ügyetlenül, de harcképtelenné teszi Paulie-t. A kiérkező rendőrök letartóztatják Paulie-t, aki még mindig azt hiszi, hogy Bernie él. Bernie-t egy mentőautó akarja elvinni, de a holttest váratlanul elgurul, és meg sem áll a tengerpartig. Richard, Larry és Gwen riadtan futnak el, amikor ezt meglátják, egy kisfiú azonban homokvárépítés közben teljesen eltünteti a tetemet.
|  | Itt a vége a cselekmény részletezésének! |

## Szereplők
| Szerep            | Színész                | Magyar hang      |
| ----------------- | ---------------------- | ---------------- |
| Larry Wilson      | Andrew McCarthy        | Rátóti Zoltán    |
| Richard Parker    | Jonathan Silverman     | Rudolf Péter     |
| Bernie Lomax      | Terry Kiser            | Tolnai Miklós    |
| Gwen Saunders     | Catherine Mary Stewart | Kiss Erika       |
| Paulie            | Don Calfa              | Barbinek Péter   |
| Tina              | Catherine Parks        | Felföldi Anikó   |
| Tawny             | Eloise DeJoria         | Prókai Annamária |
| Marty             | Gregory Salata         | Melis Gábor      |
| Vito              | Louis Giambalvo        | Makay Sándor     |
| Jack Parker       | Ted Kotcheff           | Csíkos Gábor     |
| szemtelen kisfiú  | Jason Woliner          | Simonyi Balázs   |
| Harvey            | Josh Bennes            | Kiss Gábor       |
| Bernie titkárnője | Margaret Hall          | Gyimesi Pálma    |
| Bernie kertésze   | George Chaung          | Cs. Németh Lajos |

## A popkultúrában
- Az "Így jártam anyátokkal" című sorozatban rendszeresen visszatérő geg, hogy az egyik főszereplő, Barney Stinson, meg akarja valósítani a filmben látottakat.
- A "Jóbarátok" című sorozat "Az embriók" című részében (4. évad 12. rész) kiderül, hogy ez Rachel Green titkos kedvenc filmje.
- A "Felhőtlen Philadelphia" című sorozat 6. évad 12. epizódjában Dennis Reynolds úgy próbál megszabadulni egy láthatóan halott pácienstől, ahogy azt a filmben látta.
- A "Parkműsor" című rajzfilm egyik epizódjában feldolgozzák a film cselekményét.

## Fordítás
- Ez a szócikk részben vagy egészben  a   Weekend at Bernie's című angol Wikipédia-szócikk ezen változatának fordításán alapul.  Az eredeti cikk szerkesztőit annak laptörténete sorolja fel. Ez a jelzés csupán a megfogalmazás eredetét és a szerzői jogokat jelzi, nem szolgál a cikkben szereplő információk forrásmegjelöléseként.